# Diamá

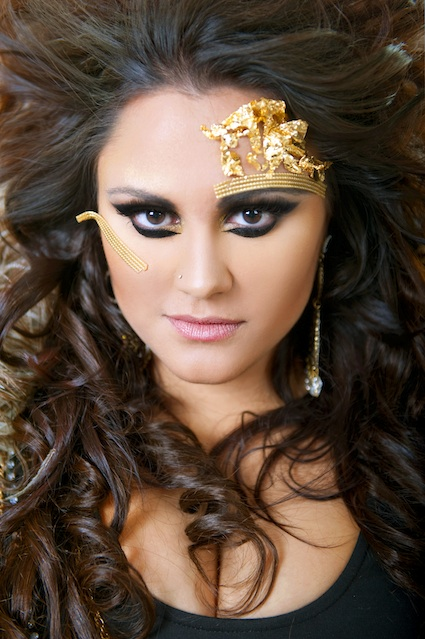
Claudia D'Addio aka Diamá

Claudia D'Addio (Künstlername seit Juni 2009 Diamá; * 8. April 1980 in Schlieren) ist eine in der Schweiz lebende Sängerin mit italienischen Wurzeln.

## Leben
Claudia D'Addio ist als Tochter italienischer Immigranten aus Caserta in Dietikon aufgewachsen. Im Alter von sieben Jahren begann sie im Kirchenchor ihres Heimatortes Voci Bianche (Weisse Stimmen) zu singen.

## Musikalische Karriere 2013

### Solo-Karriere
Am 11. Juli 2013 veröffentlicht Diamá ihre erste offizielle Single La Mossa (The Brush-Off) über Magnifique Music & Entertainment. La Mossa ist eine Geste, die eine Frau mit den Hüften macht, um einem Mann ohne Worte den Laufpass zu geben. Das Lied spiegelt die italienischen Wurzeln der Sängerin wider. Das Video dazu wurde in Italien (Caserta) und der Schweiz (St. Gallen) gedreht.

## Musikalische Karriere 2004–2012

### MusicStar
2004 nahm sie an der zweiten Staffel der Schweizer Castingshow MusicStar teil und belegte dort den dritten Rang. Aus der zweiten Staffel entstanden die zwei Singles Friend Forever und Here I Am, die beide Claudia D'Addio als Sängerin beinhalteten und jeweils auf Platz 1 der Schweizer Hitparade gingen. Auch drei Alben mit den Titeln New generation, Thank you und Gold wurden produziert, in denen Claudia D'Addio zusammen mit den anderen Teilnehmern mitwirkte.

### Weitere Auftritte
Nach der Show tourte Claudia D'Addio mit den zehn Finalisten durch die Schweiz. Nach dem Tourende trat sie an Open-Air-Festivals sowie der Fashion Club Tour 2005 auf. Für die Subex Gala in Ägypten wurde Claudia nach El Quiseir eingeladen und einige Wochen später war sie Gast auf der offiziellen Schweizer Bühne der Olympischen Winterspiele 2006 in Turin.

### Eurovision Song Contest
2006 wurde Claudia D'Addio von Ralph Siegel angefragt, bei seinem Eurovision-Song-Contest-2006-Projekt in Athen teilzunehmen. Sie repräsentierte mit fünf weiteren internationalen Sängern die Schweiz. Unter den Bandmitgliedern waren Andreas Lundstedt von der schwedischen Dance-Formation Alcazar, Tinka Milinović, der deutsche Sänger Marco Matias, der maltesische Sänger Keith Camilleri und die Israelische Sängerin Liel. Der Eintrag erhielt den Namen „six4one“ im Sinne von sechs Sänger für ein Land. Die Gruppe erreichte den 17. Rang.
Claudia D'Addio nahm für die CD zum Projekt zwei Lieder auf (Identitá und U can't stop me). Beide Songs wurden als inoffizielle Single in der Schweiz veröffentlicht. Zu U can't stop me wurde ein LB-Musikvideo in den Studios des Schweizer Fernsehens gedreht.

### LGBT-Aktivitäten
2006 trat Claudia D'Addio als Special Guest am Schweizer „Christopher Street Day“ auf, der in Zürich abgehalten wurde. Ein weiterer Auftritt am Christopher Street Day Schweiz folgte 2008, für den sie mit Tanja La Croix und Drag Queen Donna Tella auch die offizielle Hymne Pink Riot! lieferte. Im November 2008 sang Claudia D'Addio am Finale der Mr. Gay Schweiz Wahl und war im gleichen Jahr in der Jury der Miss Drag Queen Schweiz Wahl. Im Juni 2009 trat sie, noch unter ihrem Namen Claudia D'Addio auf dem Programm, mit einem 30-minütigen Showact als einer der Main-Acts an der Europride 2009, die in Zürich abgehalten wurde, auf der Hauptbühne auf.

### Weitere musikalische Zusammenarbeiten
Für DJ Scaloni nahm sie den Song Girls Gone Wild auf. Für DJ Tatana lieh sie ihre Stimme für den Song Saltwater, der im Original von Chicane produziert worden war. Später nahm sie einen Song für das Wellness-Produkt Fruit Addict auf. Das Lied erhielt einen Remix von DJ Tatana.
Für Tanja La Croix's 2007 veröffentlichtes Debütalbum A trip to Bikini Island schrieb Claudia D'Addio mit ihrem Songwriter Jiameé die Songs Wet und D.N.A (Don't need anything) und lieferte gleich selber die Vocals dazu. Zusätzlich schrieb sie am Song Save me (feat. Jiameé) mit und lieferte die Vocals zum Song Horny as me.

## Claudia D'Addio wird Diamá
Da viele Moderatoren ihren Namen falsch aussprechen, entschieden sie und ihr Management, ab Mitte 2009 einen Künstlernamen zu verwenden. Ausgesucht wurde „Diamá“, der aus den letzten drei Buchstaben von Clau(dia) und den ersten zwei Buchstaben ihres besten Freundes (Ma)urizio besteht, der im Oktober 2008 bei einem tragischen Unfall ums Leben gekommen war. Ihren Namenswechsel gab sie am 5. Juni 2009 anlässlich ihres Auftrittes im Rahmen der Europride 2009 bekannt.